# Pello Irazu
Pello Irazu (Andoain, Guipúscoa, 26 d'octubre de 1963) és un artista basc que realitza escultura, dibuixos i murals.
Ha realitzat nombroses exposicions en solitari i col·lectives a Espanya i als Estats Units, així com a Suïssa, Brussel·les, Hannover i Viena. Destaquen les seves nombroses mostres a la Galería Soledad Lorenzo de Madrid i la John Weber Gallery de Nova York. És un dels artistes habituals de la fira ARCO i d'Art Basel, i la seva obra forma part de les col·leccions del Museu de Belles Arts de Bilbao, el Museu Reina Sofia, el MACBA, l'ARTIUM de Vitòria, el Museu d'Art Contemporani de San Diego o la Fundació Yves Klein d'Arizona, entre d'altres. La seva obra es caracteritza per l'experimentació amb materials i per buscar, en paraules seves: “l'emoció en l'espectador, no en la imatge”.

## Biografia
Nascut a Sant Sebastià el 1963, resideix a Andoain (Guipúscoa) fins al 1981. Aquest any, es trasllada a Bilbao per a estudiar a la Facultat de Belles Arts de Leioa, de la Universitat del País Basc. El 1986 obté la llicenciatura en l'especialitat d'escultura.
Fins al 1989, resideix a Bilbao. En aquest període rep beques del Ministeri de Cultura, el Govern Basc, la Diputació de Guipúscoa i el C.A.V. Entre 1984 i 1988 rep els següents premis: Escultura a la Biennal de Vitòria (1984), Mostra d'Art Jove de Madrid (1986), 1r Premi d'Escultura de Biscaia (1987), IV Triennal Internacional de Dibuix de Nuremberg (1988), ICARO a l'artista jove més destacat pel Diario 16 (1988).
El 1989 es trasllada a Londres. Després de la seva estada a la ciutat anglesa, resideix a Nova York entre 1990 i 1998, ja que és seleccionat per a participar en l'APERTO de la Biennal de Venècia i rep la Beca de Comitè Conjunt Hispano-Nord-americà per a desenvolupar la seva obra allà. Actualment, viu i treballa a Bilbao.

## Trajectòria artística
Iniciant la seva trajectòria des del grup d'escultors bascos de Bilbao de la primera meitat dels anys 80, comparteix amb ells molts plantejaments i reflexions sobre l'escultura, especialment la preocupació pels procediments formats. Rep una forta influència de Jorge Oteiza, tant pel que fa a l'estil com per la concepció d'una escultura crítica i compromesa.
Després d'una primera època on predomina la urgència del creixement espiritual a través de l'obra, Irazu s'obre al context internacional i inicia un diàleg amb l'exterior. Aquest període coincideix amb la seva activitat a Nova York (1990-1998).
Pello Irazu es planteja la seva obra com una revisió dels paràmetres i estàndards del constructivisme i el suprematisme, adaptant-los al present, mentre que la crítica el sol incloure en el post-minimalisme. Irazu se centra en els problemes del llenguatge i pretén intencionar la imatge perquè pugui tenir més comunicabilitat i establir un vincle entre l'obra i l'experiència real.
Com a escultor utilitza les estructures a nivell simbòlic i estructural, com a medi per a arribar a l'equilibri artístic. Les seves peces remeten a la referència històrica de Stella: “Això és el que és i res més”. Igual que Shapiro, reivindica la potència de l'objecte petit, amb un costat misteriós, capaç de crear un espai autònom i individualitzar-se en ell. Les obres d'Irazu són croquis esquemàtics que tenen la intenció de crear una reflexió oberta i intensa sobre la realitat, contextos on crear històries. D'aquesta manera, entra en joc l'espectador i la seva imaginació que ha de construir a partir de l'objecte. Les escultures són peces dialògiques que interroguen a l'espectador i aquest vincle de diàleg entre l'espectador, l'obra i l'espai, i Irazu accentua aquest joc realitzant escultures de mida humana.
Pel que fa als seus dibuixos, representen esquemàtiques escenes quotidianes de rostres i objectes difícilment reconeixibles, on s'hi sobreposen taques de colors intensos i cinta adhesiva per crear una textura sensible. L'ús del fons blanc en contrast amb els negres i els colors primaris utilitzats, així com el traç geomètric, ressalten el contrast de les obres.

## Participació en l'Espai 13
L'Espai 13, l'àmbit de la Fundació Joan Miró de Barcelona destinat a la investigació i experimentació artística, va néixer gràcies a la voluntat de Joan Miró, qui volia que la Fundació fos un espai obert per a les noves iniciatives artístiques. L'Espai 13 (1988-) sorgeix després de la clausura de l'Espai 10 (1978-1987) i es caracteritza per permetre als artistes la llibertat de plantejament artístic i la independència creativa.
Després d'haver participat en l'exposició Espagne 87. Dynamiques et interrogations, comissariada per Suzanne Pagé al Musée d'Art Moderne de la Ville de París, Pello Irazu va realitzar una exposició individual a l'Espai 13. L'exposició, titulada Escultures i dibuixos va tenir lloc entre el 9 de juny i el 28 d'agost de 1988, a càrrec de la comissària de l'Espai 13 Margit Rowell.
Sent la primera exposició d'Irazu a la Fundació, va coincidir temporalment amb l'exposició de Jorge Oteiza a la Fundació Caixa de Pensions i l'exposició al Cendre d'Art Santa Mònica dels premis Gure Artea, fet que mostra la rellevància de l'escultura basca a Catalunya en el moment.
Pello Irazu tornà a exposar a la Fundació vint-i-sis anys després, quan va participar en l'exposició retrospectiva col·lectiva Haver fet un lloc on els artistes tinguin dret a equivocar-se. Històries de l'Espai 10 i l'Espai 13 de la Fundació Joan Miró, del 14 de març al 25 de maig de 2014.

## Exposicions
Des del 1980 ha participat en diverses exposicions tant col·lectives com individuals. La seva primera exposició destacada fou el 1983 al Museu de Belles Arts de Bilbao. A Catalunya les seves obres es van poder veure per primera vegada a l'Espai 13 de la Fundació Joan Miró.

### Exposicions individuals[11]
- 2003 Fragmentos y durmientes, ARTIUM, Centro-Museo Vasco de Arte Contemporáneo, Vitòria.
- 2002 Mimendi – 308, Galería Soledad Lorenzo, Madrid.
- 2001 Life forms – 1me9d. Galería Moisés Pérez de Albéniz, Pamplona.
- 2000 Daylight. Galería Soledad Lorenzo, Madrid.
- 2000 Paul Kjaerholm/ Pello Irazu. Sala Imatra, Bilbao.
- 1999 Sala de Arte del Colegio de Arquitectos, Màlaga.
- 1998 X-51. The wound. John Weber Gallery, Nova York.
- 1998 330. Galería DV, Sant Sebastià.
- 1997 Galería Soledad Lorenzo, Madrid.
- 1997 Habitat. Galería Lekune, Pamplona.
- 1997 Pello Irazu. Espacio Caja de Burgos, Burgos.
- 1995 John Weber Gallery, Nova York
- 1995 Galería Fernando Latorre, Saragossa.
- 1995 Galería Manuel Ojeda, Las Palmas.
- 1994 Galería Soledad Lorenzo, Madrid.
- 1994 Pello Irazu, Palacete del Embarcadero, Puerto de Santander, Santander.
- 1994 Galeria Joan Prats, Barcelona.
- 1994 Costas Grimaldis Gallery, Baltimore.
- 1994 Real world. Galería Soledad Lorenzo, Madrid.
- 1993 John Weber Gallery, Nova York.
- 1993 Galería Charpa, València.
- 1992 Galería Soledad Lorenzo, Madrid.
- 1992 Museo de Artes Visuales Alejandro Otero, Caracas.
- 1991 John Weber Gallery, Nova York.
- 1989 Galería Joan Prats, Barcelona.
- 1989 Riverside Studios, Londres. (Juntament amb Txomin Badiola).
- 1988 ESPAI 13, Fundació Joan Miró, Barcelona.
- 1988 Galería Soledad Lorenzo, Madrid.
- 1986 Galería Fúcares, Almagro.
- 1985 Galería Windsor Kulturgintza, Bilbao.
- 1983 Arteder 83, Bilbao.
- 1983 Aula de cultura C.A.M., Bilbao.

### Exposicions col·lectives
- 2004 Encuentros entre dos colecciones, Caixaforum, Barcelona.
- 2004 Dispersions, Bass Museum of Art, Miami Beach, Florida.
- 2003 + 25 Años de arte en España, Atarazanas, València.
- 2003 Col·lecció d'art contemporani de la fundació “La Caixa”, Caixaforum, Barcelona.
- 2003 Punto de encuentro, La colección C.A.B., Burgos.
- 2002 Conceptes de l'espai, Fundació Joan Miró, Barcelona.
- 2002 Iconos en el passatge, Fundació La Caixa, Lleida.
- 2002 Galerie Blancpain Stepczynsky, Ginebra, Suïssa.
- 2002 Colección AENA, Sala Kubo, Sant Sebastià.
- 2002 Cosmosis, Sala Imatra, Bilbao.
- 2001 Gaur, hemen, orain, Museo de Bellas Artes, Bilbao.
- 2001 Dentro y fuera, Intervenciones en el Casco Antiguo de Cáceres.
- 2001 Dos milenios en la historia de España: año 1000 – año 2000, Musees Royaux D'Art et D'Historie, Brussel·les.
- 2001 Contemporary art from Spain, European Central Bank, Frankfurt.
- 2001 Pintura, escultura, video, Galería Moisés Pérez de Albeniz, Pamplona.
- 2001 Visiones del paisaje, Polvorín de la Ciudadela, Pamplona.
- 2000 Remirada. Los 80 en la colección del museo del BBAA de Álava, Sala Amárica, Vitòria.
- 2000 Dibujos germinales, Splenger Kunstmuseum, Hannover.
- 2000 Escenarios domésticos, Koldo Mitxelena, Sant Sebastià.
- 2000 Dos milenios en la historia de España: año 1000 – año 2000. Centro Cultural de la Villa, Madrid.
- 2000 Indomésticos, Sala Imatra, Bilbao.
- 2000 Ideas sobre el concepto. Aproximación a la escultura española actual. Sala de Armas, Ciudadela, Pamplona.
- 2000 Confines, miradas, discursos, figuras en los extremos del s.XX, Sala de exposiciones de la Comunidad de Madrid, Madrid.
- 1999 Imágenes de la abstracción. Sala de las Alhajas y antiguo MEAC, Madrid.
- 1999 Hacia un nuevo clasicismo. Círculo de Bellas Artes, Madrid.
- 1999 1989. Galería Lekune, Pamplona.
- 1999 Europe on a shoestring. John Weber Gallery, Nova York.
- 1998 Dibujos germinales. MNCARS, Madrid.
- 1998 El punto ciego. Kunstraum, Innsbruck.
- 1998 Territorio plural. Colección Testimoni, Barcelona.
- 1997 Fundación La Caixa, Madrid.
- 1997 Claridad y penumbra. Museu d'Art Contemporani d'Eivissa.
- 1997 Double pairs. John Weber Gallery, Nova York.
- 1997 La casa, su idea en ejemplos de la escultura reciente. Sala Plaza de España de La Comunidad de Madrid, Madrid.
- 1997 Arte contemporáneo español. Colección MNCARS. Palacio de Bellas Artes, México D.F.C.
- 1996 Abstract/ real. Museu Moderner Kunst Stiftung Ludwig, Viena.
- 1996 Arte español para el fin de siglo. Tecla Sala, L'Hospitalet de Llobregat, Barcelona.
- 1996 Ecos de la materia. M.E.I.A.C., Badajoz.
- 1996 25. John Weber Gallery, Nova York.
- 1996 Historias luminosas. Arsenal, Bilbao.
- 1995 L.A. International. Christopher Grimes Gallery, Santa Mònica.
- 1995 11 Pintores/ 10 escultores. Sala Rekalde, Bilbao.
- 1995 Small plastik triennale. Stuttgart.
- 1994 Entre la presencia y la representación. CAAM, Las Palmas.
- 1994 Obras de los 80 y los 90 en las colecciones del museo. Museu Nacional Centre d'Art Reina Sofia, Madrid.
- 1994 Paper work. John Weber Gallery, Nova York.
- 1993 Future perfect. Heiligenkreuzehof, Viena.
- 1993 Sobre papel. Galería Soledad Lorenzo, Madrid.
- 1993 Dibuix. Galería Joan Prats, Barcelona.
- 1992 Los 80 en la colección Fundación La Caixa. Estación de Córdoba, Sevilla.
- 1992 Pasajes. Pabellón de España EXPO'92, Sevilla.
- 1992 Tropismes. Tecla Sala, l'Hospitalet, Barcelona.
- 1992 America discovers Spain. Spanish Institute, Nova York.
- 1991 Kunst Europa. NGBK, Berlín.
- 1990 Aperto. Biennal de Venècia, Venècia.
- 1990 Sculpture contemporaine spagnole. Centre d'Art Passages, Troyes.
- 1990 Spanische Eisenskulptur. Museo de Manheim; Museo de Bochum; Haus am Waldsee, Berlín.
- 1989 À ras du sol, le dos au mur. Brussel·les.
- 1989 Die spanische Kunst in der Sammlung de Fundació Caixa de Pensions. Stadistche Kunsthalle, Manheim. Kunstmuseum, Düsseldorf.
- 1989 Trienal de dibujo Joan Miró. Fundació Miró, Barcelona.
- 1989 IX Salón de los 16. Sala de la Fundación Caixa de pensiones, Barcelona.
- 1989 Colección amigos del Centro de Arte Reina Sofía. Museo Nacional de Arte Reina Sofía, Madrid.
- 1988 V Trienal internacional de dibujo. Kunsthalle de Nuremberg.
- 1988 Deu. Galería Joan Prats, Barcelona.
- 1988 Three Spanish sculptors. Donald Young Gallery, Chicago.
- 1988 Spagna Oggi: Artisti Spagnoli Contemporanei. Rotonda de la Besana, Milà.
- 1987 Dinamiques et interrogations. ARC, Musée d'Art Moderne, París.
- 1987 Una obra para un espacio. Canal de Isabel II, Madrid.
- 1987 Esculturas: M. Luisa Fernández, P. Irazu, J.L. Moraza, Sala Amadis, Madrid.
- 1987 Jeunes sculpteurs espagnols: Colomer, Irazu, Martínez. AREA Centre D'Art Contemporain, Castres.
- 1986 Muestra de arte joven, Círculo de Bellas Artes, Madrid.
- 1986 Temps d'escultura: P. Irazu, S. Flores, E. Martínez, Sala Moncada, Fundación La Caixa, Barcelona.
- 1986 Nervión. Aula de Cultura C.A.M., Bilbao.
- 1985 Salón de Artistas Vascos. Círculo de Bellas Artes, Madrid.
- 1984 Bilbao. Aula de Cultura C.A.M., Bilbao.
- 1984 20 Artistas Vascos. Círculo de Bellas Artes, Madrid.
- 1983 Autorretratos. Galería Windsor Kulturgintza, Bilbao.
- 1982 La caja en el Arte. Galería Windsor Kulturgintza, Bilbao.
- 1982 Geométricos Vascos. Museo San Telmo, Sant Sebastià.

## Museus i col·leccions
- ARTIUM, Centro-Museo de Arte Contemporáneo, Vitòria.
- Museo de Bellas Artes de Asturias, Oviedo.
- Museo de Bellas Artes de Bilbao, Bilbao.
- Museu d'Art Contemporani de Barcelona, MACBA.
- Museo Nacional Centro de Arte Reina Sofía, MNCARS, Madrid.
- Museo Iberoamericano de Arte Contemporáneo, MEIAC, Badajoz.
- Museu Marugame Hirai d'Arte Espanyol Contemporani, Marugame, Japó.
- Museum Moderner Kunst Stiftung Ludwig, Viena.
- CAAM, Centro Atlántico de Arte Moderno, Las Palmas de Gran Canaria.
- Ives Klein Foundation, Arizona.
- Museum of Contemporary Art, San Diego, Califòrnia.
- Col·lecció AENA.
- Col·lecció d'Art Contemporani Fundació La Caixa, Barcelona.
- Col·lecció TESTIMONI, La Caixa, Barcelona.
- Colección Amigos del Arte Contemporáneo, Madrid.
- Colección de la Diputación de Bizkaia.
- Colección de la Diputación de Gipuzkoa.
- Colección del Ayuntamiento de Vitoria.
- Colección de Arte Contemporáneo, Ayuntamiento de Pamplona.
- Colección del Instituto de la Juventud.
- Colección Banco de España.
- Colección Banco Central Europeo.
- Colección Comunidad de Madrid.
- Col·lecció Cajamadrid.
- Colección Centro de Arte Caja de Burgos.
- Museu Guggenheim, Bilbao.